# El Rio de Luz
El Rio de Luz est un tableau réalisé par le peintre américain Frederic Edwin Church en 1877. Cette huile sur toile est un paysage qui représente un cours d'eau éclairé par le soleil matinal dans la jungle sud-américaine. Il s'agit d'une réinterprétation fantaisiste des esquisses faites par l'artiste lors d'un voyage sur place en 1857, soit vingt ans plus tôt. L'œuvre est conservée depuis 1965 à la National Gallery of Art, à Washington.